# كريستيان بولوفانيج
كريستيان بولوفانيج (من مواليد 10 أكتوبر عام 1979، بزغرب في كرواتيا) هو لاعب كرة قدم كرواتي في مركز الدفاع. شارك مع منتخب كرواتيا تحت 17 سنة لكرة القدم ومنتخب كرواتيا تحت 19 سنة لكرة القدم ومنتخب كرواتيا تحت 21 سنة لكرة القدم. أما مع النوادي، فقد لعب مع نادي جيلينا ونادي دينامو زغرب ونادي سيغيستا ونادي فاراجدين ونادي كوبر ونادي ليبورن وNK Istra ‏ وNK Croatia Sesvete ‏ ونادي أنتر زابرشيتش وNK Međimurje ‏ وNK Sesvete ‏.

## وصلات خارجية
- كريستيان بولوفانيج على موقع الاتحاد الدولي (مؤرشف)  (الإنجليزية)
- كريستيان بولوفانيج على موقع رابطة كرة القدم الفرنسية للمحترفين (الإنجليزية)
- كريستيان بولوفانيج على موقع قاعدة بيانات كرة القدم.إي يو (الإنجليزية)